# Лілія тигрова
Лілія тигрова, Лілія ланцетолиста (лат. Lilium tigrinum, Lilium lancifolium) — вид багаторічних трав'янистих рослин з підродини Lilioideae родини Лілійні (Liliaceae).
Багаторічна трав'яниста рослина, що досягає 1,5-2 м у висоту. Стебло жорстке, повстяно-опушене, темно-фіолетове. Цибулина велика, куляста або яйцеподібна, білувата.
Листки сидячі, вузько-ланцетоподібні, гладкі, темно-зелені, чергово розташовані. Верхні листки більш короткі, в їх пазухах утворюються невеликі темно-коричневі цибулинки.
Квітки повисла, на опушених квітконіжках, зібрані по 3-10 в пухкі суцвіття. Частки оцвітини до 10 см завдовжки, сильно відгинаються назад, яскраво-помаранчеві або оранжево-червоні, вкриті темно-фіолетовими бородавчастими цятками. Тичинки коротше маточки, з яскраво-червоним пиляком.
В дикій природі виростає в Східній Азії — в Японії і Китаї. Використовується в Європі і Америці як декоративна рослина.

Відомо безліч садових форм.